# Gargara nigra
Gargara nigra är en insektsart som beskrevs av William D. Funkhouser. Gargara nigra ingår i släktet Gargara och familjen hornstritar. Inga underarter finns listade i Catalogue of Life.